# Gare d'Hellemmes
La gare d'Hellemmes est une gare ferroviaire française de la ligne de Fives à Baisieux, située sur le territoire d'Hellemmes-Lille, commune associée à Lille, dans le département du Nord, en région Hauts-de-France.
C'est une halte voyageurs de la Société nationale des chemins de fer français (SNCF), desservie par des trains TER Hauts-de-France.

## Situation ferroviaire
Établie à 32 mètres d'altitude, la halte d'Hellemmes est située au point kilométrique (PK) 3,976 de la ligne de Fives à Baisieux, entre les gares de Lezennes et de Pont-de-Bois. 

## Service des voyageurs

### Accueil
Halte SNCF, c'est un point d'arrêt non géré (PANG) à accès libre.
Une passerelle permet la traversée des voies et le passage d'un quai à l'autre.

### Desserte
Hellemmes est desservie, par des trains TER Hauts-de-France et SNCB qui effectuent des missions entre les gares de Lille-Flandres et de Tournai.

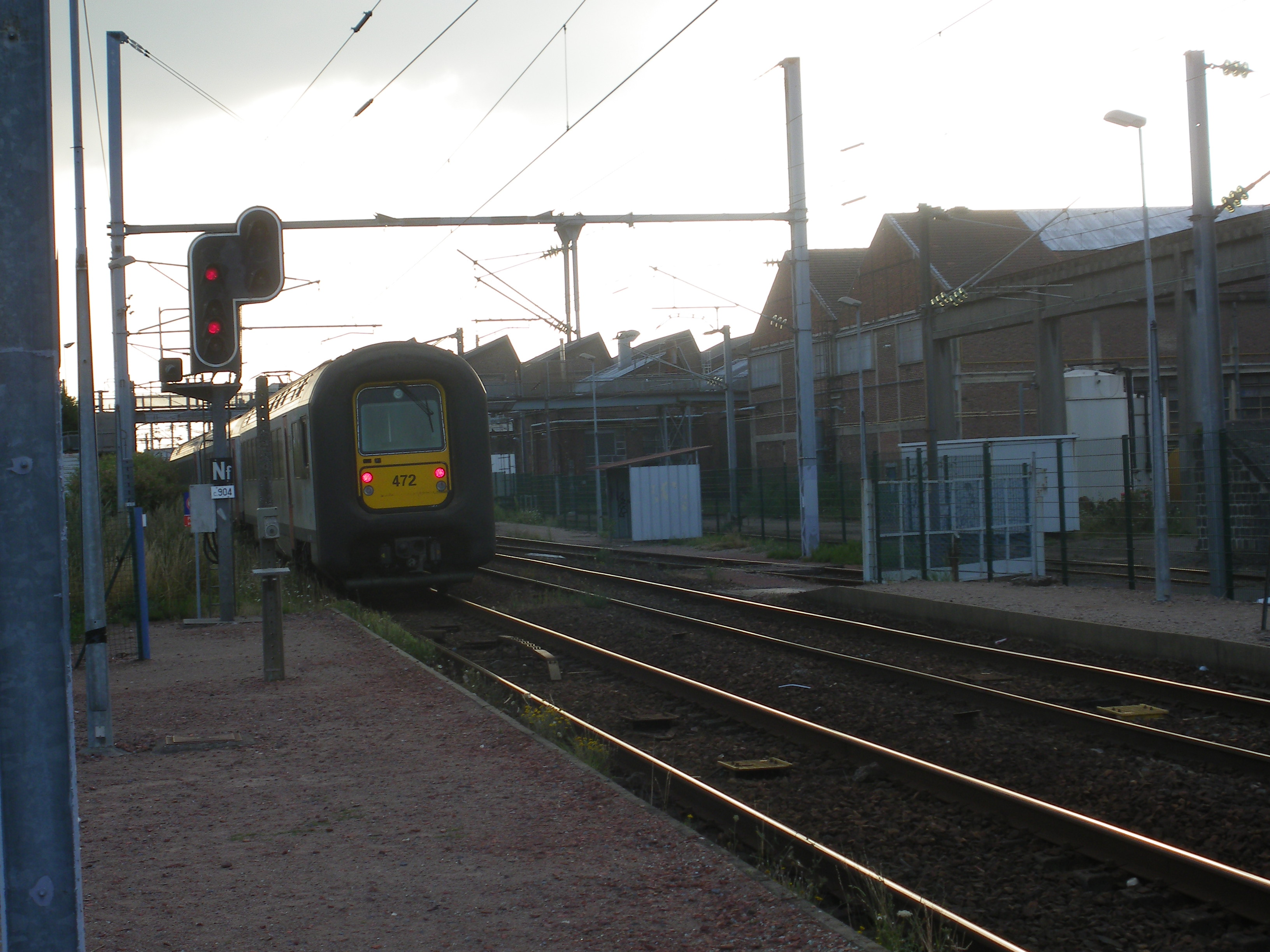
Train quittant la gare d'Hellemmes.

### Intermodalité
Un parking pour les véhicules y est aménagé.